# 解夫娄
解夫娄（公元前86-公元前48年）是传说中东扶余的创建者，曾一度是北扶余的頭目。
《东事古记》对其记载为：“中国唐尧时，有檀君者，立国于今平壤，号曰朝鲜。言东方之地，受朝日光鲜也。子解夫娄，与于涂山之会。传国至商武丁时乃绝。”
据伪史《桓檀古记》记载，解夫娄是北扶余第三代頭目高奚斯的儿子，其兄高于娄是北扶余的第四任頭目。由于高于娄公元前86年去世后无继承人，解夫娄继承北扶余王位。檀君朝鲜末代檀君古列加的后裔高豆莫（东明帝）随后与之争执。于是解夫娄被迫带领其拥护者东迁到朝鲜东海边上的迦叶原，建立东扶余。为了避免与高豆莫的继续争执，东扶余向北扶余表示了臣服。
《三国遗事》中记载建立北扶余的解慕漱的儿子也叫做解夫婁，可能是传说互相混合所致。解慕漱与河伯子女的儿子就是后来的朱蒙，《三国遗事》认为扶婁与朱蒙为同父异母的兄弟。
，解夫娄的宰相阿兰弗曾梦天帝要解夫娄搬迁到东海之滨。解夫娄带领其拥护者东迁到朝鲜东海边上的迦叶原，建立东扶余。
解夫娄的妻子直到解夫娄老都没能为他生一男孩。解夫娄后来收养了一男孩，取名金蛙。公元前48年，解夫娄去世后传位给金蛙。金蛙王继位后，立即结束了东扶余与北扶余的藩属关系。

## 相关影视剧
- 《朱蒙》（주몽），主演朴根瀅